# Emily Bevan
Emily Grace Bevan (Shrewsbury, 11 agosto 1982) è un'attrice inglese, conosciuta per i suoi ruoli in In the Flesh e Il seggio vacante.

## Biografia
Emily Grace Bevan è nata a Shrewsbury l'11 agosto 1984. La più giovane di quattro figli, suo padre è preside e sua madre ostetrica.
Ha compiuto i suoi studi alla Royal Central School of Speech and Drama dove si è laureata in recitazione.

## Filmografia parziale

### Cinema
- St. Trinian's regia di Oliver Parker e Barnaby Thompson (2007)
- It won't be you (2013)
- The Last Sparks of Sundown, regia di James Kibbey (2014)
- Testament of Youth regia di James Kent (2014)
- No Strings (2015)
- The Carer, regia di János Edelényi (2015)
- Ogni tuo respiro (Breathe) regia di Andy Serkis (2017)

### Televisione
- Hung out (2010)
- Phoneshop – serie TV, episodio 1x02 (2010)
- The Thick of It – serie TV, episodio 4x03 (2012)
- Russell Howard's Good News (2013)
- In the Flesh – serie TV, 9 episodi (2013-2014)
- Il seggio vacante (The Casual Vacancy) - miniserie TV, 3 puntate (2015)
- The Ark, regia di Kenneth Glenaan – film TV (2015)
- Doc Martin – serie TV, 8 episodi (2015)
- Grantchester – serie TV, 4 episodi (2017)
- Domina – serie TV, episodio 1x02 (2021)
- L'ispettore Barnaby (Midsomer Murders) - serie TV, episodio 22x04 (2021)
- Funny Woman - Una reginetta in TV (Funny Woman) – serie TV, 6 episodi (2023-2024)

## Doppiatrici italiane
- Tatiana Dessi in Domina